# Banica község
Banica község (románul: Comuna Bănița) község Hunyad megyében, Romániában. Központja Banica, beosztott falvai Krivádia, Merisor.

## Népessége
A 2011-es népszámlálás adatai alapján a község népessége 1211 fő volt.